# Rhodope (race bovine)
Pour les articles homonymes, voir Rhodope.
La rhodope est une race bovine originaire de Bulgarie.

## Origine
C'est une race ancienne de Bulgarie, la plus petite, originaire des montagnes de l'ouest du pays. Son registre généalogique a été ouvert en 2003 et le développement des effectifs a suivi, passant de 391 individus en 2009 à 2 837 en 2015. Cette croissance bénéficie d'un programme de conservation couplé à la disponibilité de l'insémination artificielle.

## Caractéristiques

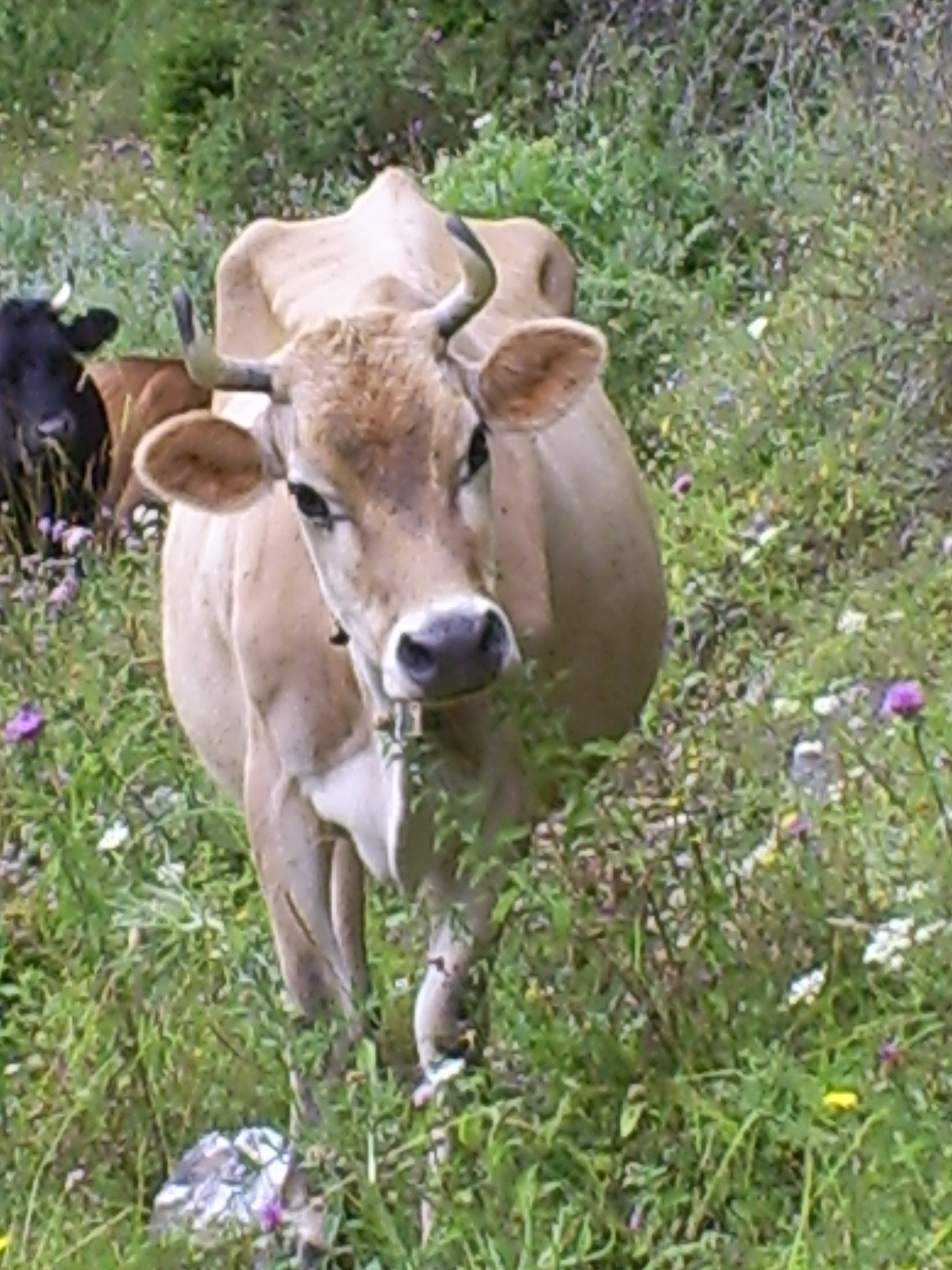
Vache rhodope.

Cette race mesure 104 cm pour 150 kg chez la vache et 115 cm pour 380 kg chez le taureau.

## Aptitudes
C'est une ancienne race préservée des croisements améliorateurs. Elle était traditionnellement utilisée pour les travaux des champs, son lait et sa viande. La production laitière modeste de 950 kg est en rapport avec la taille de l'animal.

## Sources